# Schlacht bei Praga (1794)
Racławice •
Warschauer Erhebung •
Wilnaer Erhebung •
Niemenczyn •
Polany •
Lipniszki •
Szczekociny •
Chełm •
Soły •
Kurlander Erhebung •
Gołków •
Raszyn •
Kolno •
Błonie •
Warschau (1) •
Sałaty •
Słonim •
Lubań •
Krupczyce •
Terespol •
Großpolnische Erhebung •
Łabiszyn •
Bydgoszcz •
Maciejowice •
Kobyłka •
Praga •
Warschau (2)
Die Schlacht bei Praga vom 4. November 1794 bezieht sich auf die militärische Auseinandersetzung zwischen den Truppen des Russischen Reiches und der Rzeczpospolita im östlichen Vorort Warschaus, Praga, während des Kościuszko-Aufstands, der sich gegen die Teilungen Polens richtete. Die meisten englischsprachigen Quellen fassen den russisch-polnischen Konflikt um die polnische Hauptstadt Warschau unter der Bezeichnung Massacre of Praga zusammen, die Polen nennen es Rzeź Pragi, was übersetzt ungefähr Gemetzel von Praga bedeutet.

## Vorabend der Schlacht
Nach der Schlacht bei Maciejowice geriet der Führer des Aufstands, General Tadeusz Kościuszko, in russische Gefangenschaft. Das entstandene Machtvakuum in Warschau und die demoralisierte Stadtbevölkerung verhinderten, dass General Józef Zajączek die Fortifikation Warschaus, sowohl im Osten, wie im Westen rechtzeitig beenden konnte. Zur gleichen Zeit nahmen die siegreichen Russen ihren Weg Richtung der polnischen Hauptstadt.

## Streitkräfte des Russischen Reichs und der Rzeczpospolita
Die russischen Streitkräfte bestanden aus zwei Korps unter den Generälen Alexander Suworow und Iwan Fersen. Suworow nahm am Russisch-Osmanischen Krieg von 1787–1792, sowie an den schweren Kämpfen in Polesien und schließlich an der Schlacht bei Maciejowice teil. Fersen kämpfte einige Monate gegen die Aufständischen, wurde aber auch durch neue  Verstärkungen aus dem Russischen Reich unterstützt. Die russischen Generäle hatten jeweils etwa 11.000 kriegserprobte Mann unter Waffen.
Die polnischen Streitkräfte bestanden aus unterschiedlichen Truppengattungen. Abgesehen von den versprengten Resten der Kościuszko Armee nach der Schlacht bei Maciejowice, setzten sie sich aus einer Vielzahl kriegsunerfahrener Stadtmiliz aus Warschau, Praga und Wilno, einem jüdischen Regiment unter Berek Joselewicz, sowie Zivilisten und Bauern. Die polnische Streitmacht wurde in drei Kampflinien geteilt, jede deckte einen unterschiedlichen Teil von Praga ab. Der Hauptbereich wurde direkt von General Józef Zajączek befohlen, der nördliche von Jakub Jasiński, während der südliche unter das Kommando von Władysław Jabłonowski kam. Zusammen hatte der polnische Kommandant bis zu 20.000 Männer unter Waffen.

## Schlacht um die polnische Hauptstadt
Die russischen Soldaten erreichten die Randgebiete Warschaus am 3. November 1794. Sofort nach Ankunft begannen sie mit einem Artilleriebeschuss der polnischen Stellungen. Dies ließ den polnischen Kommandanten vermuten, dass sich die gegnerischen Truppen für eine lange Belagerung vorbereiteten. Jedoch zog General Suworow einen schnellen und konzentrierten Angriff auf die polnischen Verteidigungen einer langen und blutigen Belagerung vor.
Am 4. November um 3 Uhr morgens erreichten die russischen Truppen die Positionen, die den polnischen Stellungen direkt gegenüberstanden und begannen zwei Stunden später mit einem Sturmangriff auf die Reihen der Polen. Die polnischen Verteidiger wurden überrumpelt, sodass ihre Verteidigungslinien bis auf wenige Widerstandsnester nicht zu halten waren. General Zajączek, während des Kampfes verwundet, verließ seinen Posten und ließ damit seine restlichen Streitkräfte führungslos zurück. Die Polen zogen sich daraufhin zur Mitte von Praga, schließlich Richtung der Weichsel zurück. Die schweren Straßenkämpfe dauerten dennoch vier Stunden lang und endeten in der beinahe vollständigen Vernichtung der polnischen Streitkräfte östlich der Weichsel. Nur ein kleiner Teil davon konnte der Einkesselung entkommen, indem er auf das westliche Ufer der Weichsel übersetzte.

## Massaker

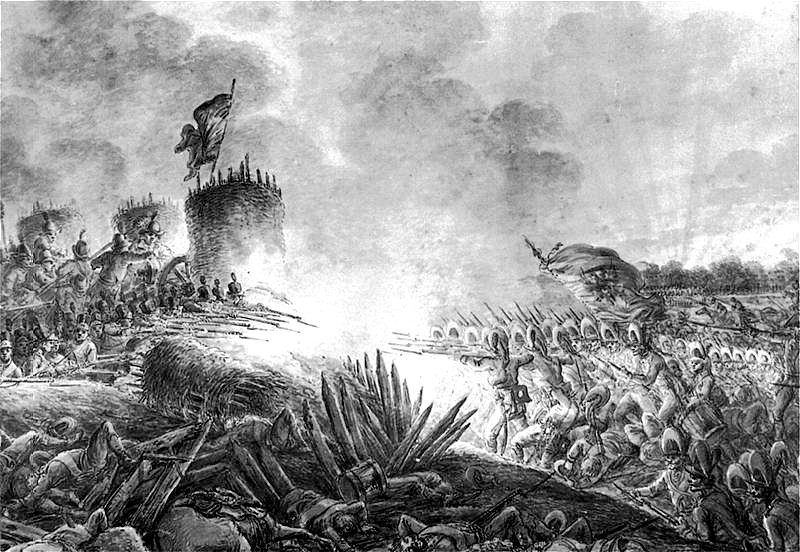
Der Sturm russischer Truppen gegen Praga (Gemälde von Aleksander Orłowski)

Nach der Schlacht begannen die Russen die gesamte Vorstadt Warschaus zu plündern und niederzubrennen, was als blutige Rache für die vorherige Vernichtung der russischen Garnison von Warschau während der dortigen Erhebung vom April 1794 gesehen wurde, die nach der Zweiten Teilung Polens 1793 in der Hauptstadt des Polnischen Königreichs stationiert war. Damals waren mehr als 4.000 russische Soldaten und Zivilisten getötet worden.  Fast der gesamte Bereich von Praga wurde geplündert und dem Erdboden gleichgemacht, viele seiner Einwohner ermordet. Die Zahl der Opfer lässt sich schwer beziffern, dennoch geht man heute von bis zu 23.000 Toten auf polnischer Seite aus. Suworow schrieb selbst, dass ganz Praga mit toten Körpern bedeckt war und Blut in Strömen floss.

## Nach der Schlacht
Nach der Schlacht um Praga waren die Kommandanten von Warschau und der größte Teil seiner Einwohner derart demoralisiert, dass General Tomasz Wawrzecki, seine restlichen Truppen am 5. November in den Süden Richtung des Karpatenvorlands zurückzog, um Warschau das Schicksal Pragas zu ersparen, wo sie sich am 16. November auflösten. Die polnische Hauptstadt wurde nach dem Rückzug des letzten Hauptaufgebots durch die russischen Truppen fast ohne Widerstand eingenommen, der Kościuszko-Aufstand war damit gescheitert. Es wird gesagt, dass nach der Schlacht General  Suworow ein Schreiben an die russische Kaiserin verfasste, bestehend nur aus drei Wörtern: „Hurra – Praga – Suworow“. Die Kaiserin von Russland antwortete ebenso kurz: „Bravo Feldmarschall, Katharina“. Damit hatte sie ihn für den Sieg über die Polen in den Rang eines russischen Feldmarschalls befördert.